# Mitromorpha oliva
Mitromorpha oliva é uma espécie de gastrópode do gênero Mitromorpha, pertencente a família Mitromorphidae.